# Crecer de golpe
 Crecer de golpe és una pel·lícula de l'Argentina filmada en Eastmancolor dirigida per Sergio Renán sobre el seu propi guió escrit en col·laboració amb Aída Bortnik segons la novel·la Alrededor de una jaula, de Haroldo Conti que es va estrenar el 30 de juny de 1977 i que va tenir com a actors principals a Ubaldo Martínez, Julio César Ludueña i Olga Zubarry. Va ser l'última pel·lícula de Ubaldo Martínez i inclou fragments del film Adiós Alejandra de Carlos Rinaldi.

## Sinopsi
Narra la complexa relació que manté Milo, un adolescent, amb Silvestre, el seu ancià protector que l'ajuda a créixer.

## Repartiment
- Ubaldo Martínez
- Julio César Ludueña
- Olga Zubarry
- Tincho Zabala
- Carmen Vallejo
- Miguel Ángel Solá
- Ulises Dumont
- Cecilia Roth
- Calígula
- Gustavo Rey
- Oscar Viale
- Pedro Quartucci
- Osvaldo Terranova
- María Esther Podestá
- Lidia Catalano
- Gustavo Carfagna
- Sergio Renán …Cameo
- Elsa Berenguer
- Raquel Merediz
- Julio Ordano
- Vera Kalatsschoff
- Jorge Omar Pacheco
- Nélida Silva
- Osvaldo María Cabrera
- Cristina Sabatini

## Comentaris
Jorge Carnevale a La Semana va dir:
| « | ”Sergio Renán tria el camí més difícil: recuperar la tendresa sense gestos impostats…és com un retorn a la innocència, no es tracta d'una pel·lícula rosa sinó una convocatòria potser de cada ésser humà.” | » |

Manrupe i Portela escriuen:
| « | «Càlid film de bretxes intergeneracionals i afecte, en general oblidat.» | » |